# Chrám Mahábódhi
Chrám Mahábódhi je buddhistický chrám v indické Bódhgaji, kde měl podle tradice Buddha Gautama dosáhnout probuzení. Bódhgaja se nachází v severoindickém státě Bihár, 96 kilometrů od hlavního města Patny. Nedaleko chrámu směrem na západ se nachází Strom bódhi, pod nímž Buddha probuzení dosáhl.

## Historie
Podle tradice Buddha kolem roku 530 př. n. l. přišel na břeh řeky u Bódhgaje, posadil se pod pípalový strom (Ficus religiosa, později znám jako strom osvícení) a zařekl se, že nevstane, dokud nedosáhne probuzení. Probuzení pak měl po několika dnech skutečně dosáhnout a poté se rozhodl, že následujících několik týdnů nadále zůstane v přilehlém háji, kde se bude věnovat meditaci.
Přibližně 250 let po těchto událostech navštívil Bódhgaju král Ašóka a rozhodl se, že zde postaví klášter a svatyni. Díky tomu je Ašóka tradičně považován za zakladatele chrámu Mahábódhi. S úpadkem buddhismu v Indii v období středověku upadá i Bódhgaja. Z většiny tamějších staveb se staly ruiny a celá oblast se stala do značné míry zapomenutou. Obrat nastal na konci 19. století a zejména pak v průběhu 20. století, kdy je celá oblast zrekonstruována a opět se stává jednou z nejnavštěvovanějších buddhistických poutních míst jak buddhisty, tak turisty.